# František Žaškovský
František Žaškovský (ur. 3 kwietnia 1819 w Dolným Kubínie, zm. 1 grudnia 1887 w Egerze) – słowacki kompozytor i nauczyciel.

## Życiorys
Podstawy edukacji muzycznej pobrał u ojca. Później rozwijał się muzycznie w różnych szkołach. Uczęszczał do szkoły średniej w Rużomberku, następnie uczył się w Vacovie, a w 1937 r. wstąpił do instytutu pedagogicznego w Koszycach. Po skończeniu tej uczelni wrócił na Orawę, a konkretnie do Namiestowa. Wówczas poświęcił się komponowaniu muzyki. W 1841 r. został uczniem Praskiej Szkoły Organowej.
Po ukończeniu szkoły organowej wrócił do swoich rodzinnych stron. Pracował jako organista.
W 1853 r. skompilował i wydał dzieło Manuale musico-lithurgicum, zawierające zbiór kompozycji łacińskich i słowackich.